# دوازپید
دوازپید (انگلیسی: Devazepide) یک داروی بنزودیازپین است، اما با عملکرد کاملاً متفاوت با بیشتر بنزودیازپین‌ها، به این دلیل که فاقد میل ترکیبی با گیرنده‌های GABAA است و در عوض به عنوان یک آنتاگونیست گیرنده CCKA عمل می‌کند. این دارو اشتها را افزایش می‌دهد و تخلیه معده را تسریع می‌کند و به عنوان یک درمان بالقوه برای انواع مشکلات گوارشی از جمله سوء هاضمه، گاستروپارزی و رفلاکس معده پیشنهاد شده است.